# Funza
Funza è un comune della Colombia facente parte del dipartimento di Cundinamarca.
Il centro abitato venne fondato da Gonzalo Jimenez de Quezada nel 1537.